# Høga bleikja
Høga bleikja ou Høga Bleikja, est une île norvégienne du comté de Hordaland appartenant administrativement à Bømlo.

## Description
Désertique, à fleur d'eau, dispersée en trois rochers, elle s'étend sur environ 163 m de longueur pour une largeur approximative de 55 m.